# 밀성여자중학교
밀성여자중학교(密城女子中學校)는 대한민국 경상남도 밀양시 내이동에 있는 사립 중학교이다.

## 학교 연혁
- 1949년 5월 11일 : 밀양명륜학원(密陽明倫學院) 개설
- 1953년 4월 21일 : 재단법인 밀양 명륜학원 설립 인가
- 1969년 11월 17일 : 밀성여자중학교 설립인가(9학급)
- 1970년 10월 26일 : 학교법인 명륜학원을 학교법인 밀성학원으로 명칭 변경
- 2017년 12월 15일 : 경남교육청 지정 행복학교 선정
- 2019년 4월 20일 : 제7대 서종범 이사장 취임
- 2020년 3월 1일 : 12학급(특수1)에서 13학급(특수1)로 학칙 변경
- 2023년 1월 3일 : 제51회 졸업식 99명(졸업식 누계 10,288명)
- 2023년 3월 1일 : 제19대 김도훈 교장 취임

## 참고 자료
- 밀성여자중학교 - 한국교육학술정보원 학교알리미